# 投44線
投44線 清水尾－東新民，是位於南投縣的一條鄉道，起點位於南投縣名間鄉清水尾，終點於南投縣名間鄉東新民，全長2.561公里。1966年此路首次列入鄉道系統，並保持相同編號與路線至今。本鄉道為新民村居民主要聯外道路，尤其後半段經由當地居民共同打造的波羅蜜大道，讓本鄉道更有名氣。

## 路線說明
南投縣
- 名間鄉：清水尾0.0k（起點，152線岔路）→ 新民巷 → 新民國小0.7k左轉 →波羅蜜大道 → 新民1.2k → 東新民2.561k（終點，台3線岔路）

## 交會公路
- 台3線
- 152線

## 沿線地標
- 波羅蜜大道